# Station Hannover Karl-Wiechert-Allee
Station Hannover Karl-Wiechert-Allee (Bahnhof Hannover Karl-Wiechert-Allee) is een spoorwegstation in de Duitse stad Hannover, stadsdelen Kleefeld en Heideviertel, in de deelstaat Nedersaksen. Het station ligt aan de spoorlijn Hannover - Braunschweig en de spoorlijn Hannover - Lehrte.

## Indeling
Het station heeft één zijperron en één eilandperron met twee perronsporen (drie in totaal), die deels zijn overkapt. De perrons zijn te bereiken met trappen en liften vanaf het viaduct in de straat Karl-Wiechert-Allee. Langs deze straat zijn er een aantal fietsenstallingen. Over de viaduct loopt tevens een lijn van de Stadtbahn van Hannover. Overstappen kan vrij eenvoudig doordat er direct tussen beide haltes trappen en liften zijn, ook is er een bushalte.

## Verbindingen

### Treinverbindingen
Het station is onderdeel van de S-Bahn van Hannover, die wordt geëxploiteerd door DB Regio Nord. De volgende treinseries doen het station Hannover Karl-Wiechert-Allee aan:
| Serie | Treinsoort             | Route                                                                 | Bijzonderheden |
| ----- | ---------------------- | --------------------------------------------------------------------- | -------------- |
| S3    | S-Bahn (DB Regio Nord) | Hannover Hbf – Hannover Karl-Wiechert-Allee – Lehrte – Hildesheim Hbf |                |
| S6    | S-Bahn (DB Regio Nord) | Hannover Hbf – Hannover Karl-Wiechert-Allee – Celle                   |                |
| S7    | S-Bahn (DB Regio Nord) | Hannover Hbf – Hannover Karl-Wiechert-Allee – Lehrte – Celle          |                |

### Stadtbahn-verbinding
Het station heeft ook een Stadtbahn-halte, de volgende lijn doet de halte "Karl-Wiechert-Allee" aan:
| Lijn | Route |
| ---- | --- |
| 4    | Garbsen – Freudenthalstraße – Königsworther Platz – Steintor – Kröpcke – Aegidientorplatz – Braunschweigplatz – Clausewitzstraße – Nackenberg – Karl-Wiechert-Allee – Roderbruch |

Hannover Hbf ·
Hannover-Kleefeld ·
Hannover Karl-Wiechert-Allee · 
Hannover-Anderten-Misburg ·
Ahlten (Han) ·
Lehrte ·
Hämelerwald ·
Vöhrum ·
Peine ·
Woltorf ·
Sierße ·
Vechelde ·
Groß Gleidingen ·
Broitzem ·
Braunschweig Hauptbahnhof